# Рудово (Млавський повіт)
Рудово (пол. Rudowo) — село в Польщі, у гміні Стшеґово Млавського повіту Мазовецького воєводства.
Населення — 84 особи (2011).
У 1975-1998 роках село належало до Цехановського воєводства.

## Демографія
Демографічна структура станом на 31 березня 2011 року:
|          | Загалом | Допрацездатний вік | Працездатний вік | Постпрацездатний вік |
| -------- | ------- | ------------------ | ---------------- | -------------------- |
| Чоловіки | 36      | 5                  | 28               | 3                    |
| Жінки    | 48      | 14                 | 24               | 10                   |
| Разом    | 84      | 19                 | 52               | 13                   |